# Jean-Baptiste Capronnier
Jean-Baptiste Capronnier (* 1. Februar 1814 in Paris; † 31. Juli 1891 in Schaerbeek) war ein Glasmaler, der in Belgien und in anderen europäischen Ländern viele Kirchen mit Bleiglasfenstern ausstattete.

## Leben

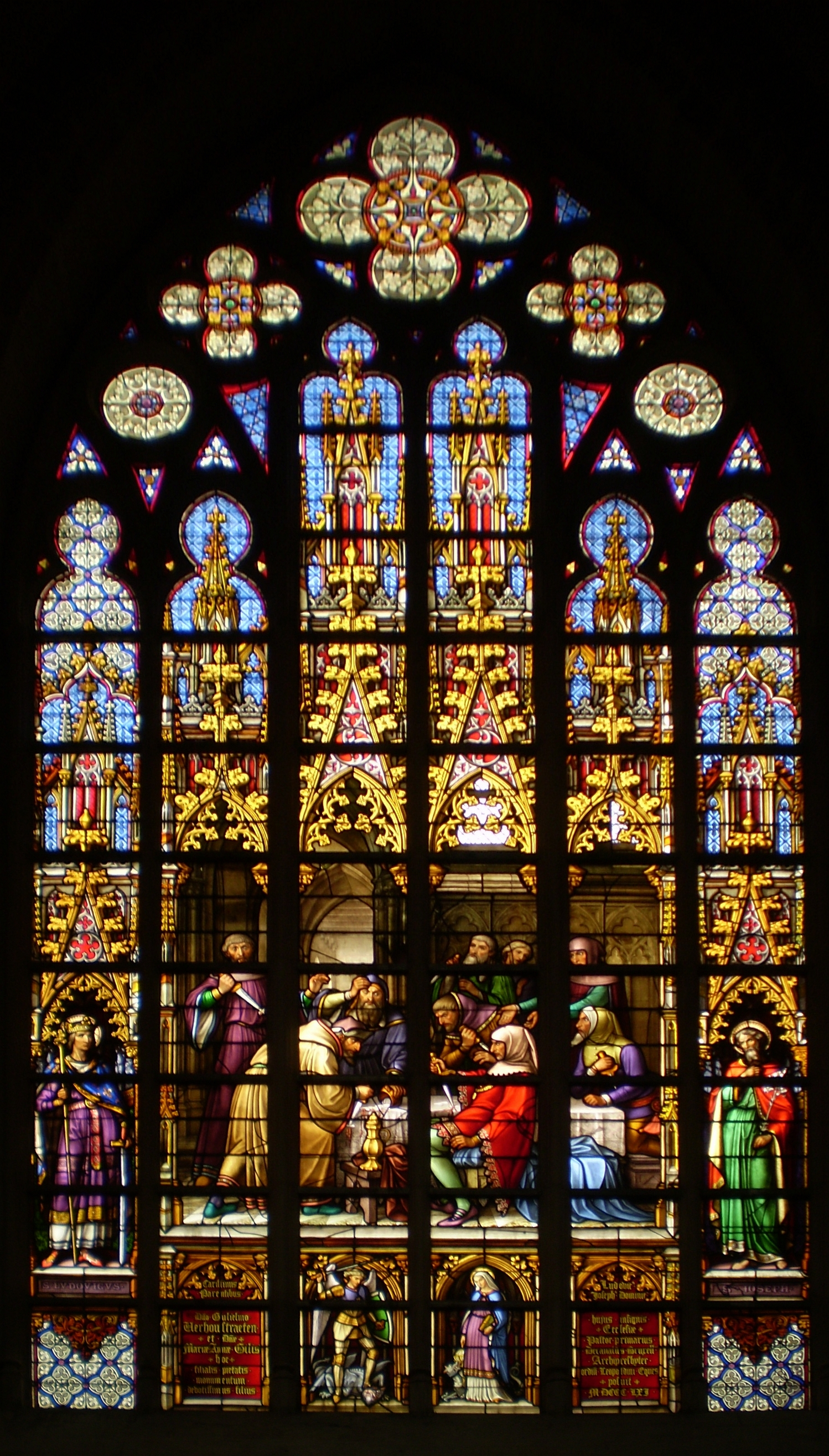
Fenster von Capronnier in der Kathedrale St. Michael und St. Gudula in Brüssel

Jean-Baptiste Capronnier war der Sohn des Glasmalers François Capronnier (1779–1853). Dieser arbeitete zunächst für die Porzellanmanufaktur in Sèvres als Vergolder und ließ sich 1820 in Schaerbeek als Porzellanmaler nieder. Als Glasmaler wurde er erstmals 1828 bekannt, als ihm König Willem I. ein Patent auf die Wiedererfindung der Glasmalerei verlieh.  Jean-Baptiste half seinem Vater ab 1836 in dem Atelier und übernahm die Werkstatt 1839. Er entwickelte sie zur angesehensten Glasmalerwerkstatt in Belgien. Er arbeitete unter anderem mit den Malern Charles de Groux (1825–1870) und Constantin Meunier (1831–1905) zusammen, die zahlreiche Kartons als Vorlage für seine Bleiglasfenster schufen.

## Werke (Auswahl)
Fenster in folgenden Kirchen:
- Kathedrale St. Michael und St. Gudula in Brüssel
- St. Gummaruskirche in Lier
- St Lawrence in Alton
- Saint-Jacques-sur-Coudenberg in Brüssel
- St. Roch in Laeken
- Stephanskirche in Meise
- Kathedrale in Cloyne[2]
- St. Johannes der Täufer, Weilerswist-Metternich, Fenster Heiliger Petrus um 1890

## Ehrungen
Die Stadt Schaerbeek, wo Jean-Baptiste Capronnier in der Rue Rogier (zunächst Haus Nr. 246 und danach Haus Nr. 251) wohnte, benannte eine Straße nach ihm.